# Monar Dschonban

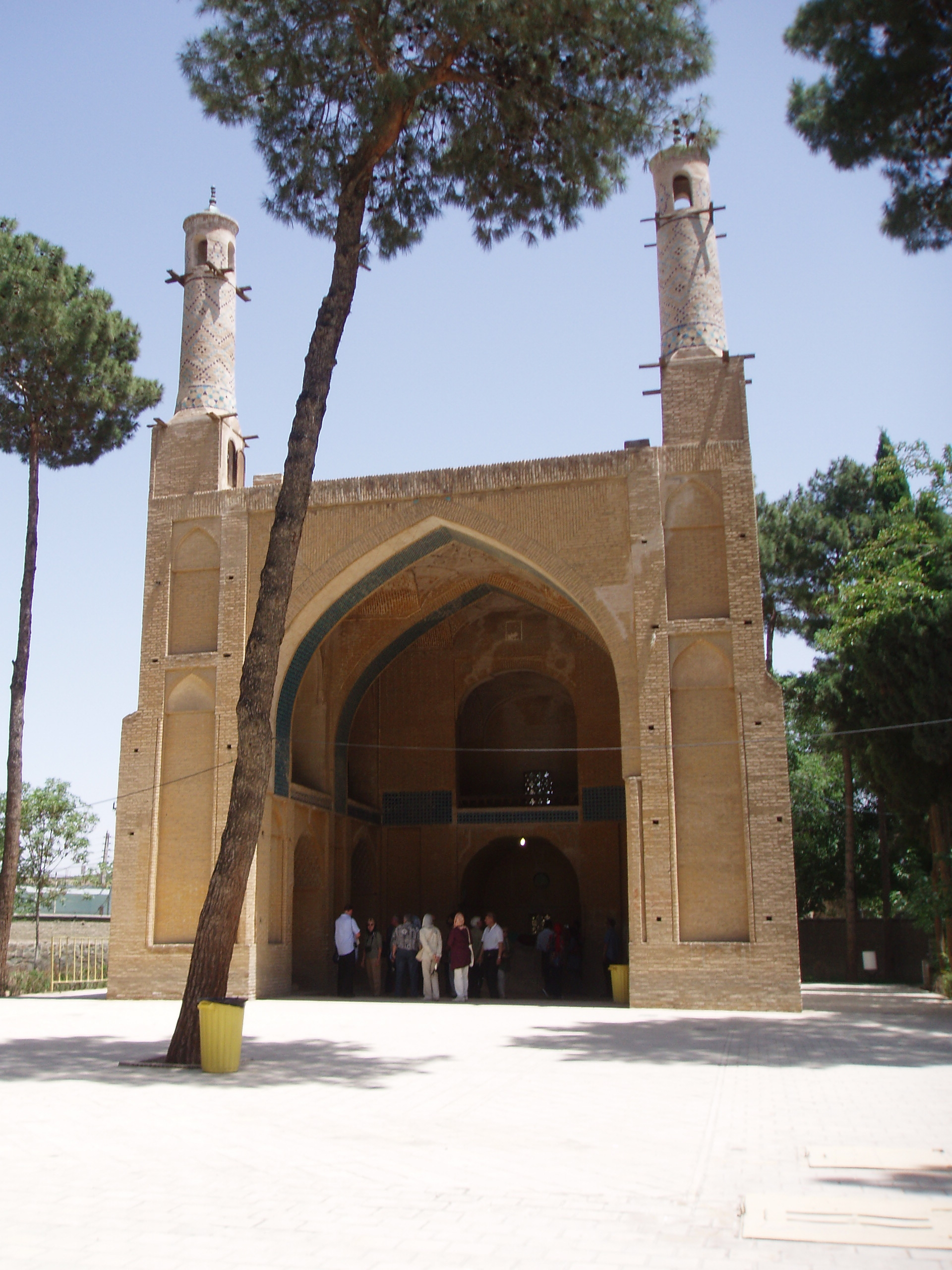
Monar Dschonban

Monar Dschonban (Menār jombān = "schwankende Minarette") ist eine ehemalige Moschee und ein Mausoleum des Amu Abdollah Soqla. Das Portal des Gebäudes stammt vermutlich aus der Zeit um den Tod des Eremiten Amu Abdollah Soqla, der um 1316 verstarb. Die zwei Minarette sind wahrscheinlich safawidischen Ursprungs. Sie sind der Grund für die Bedeutung des Gebäudes als touristische Attraktion der Stadt Isfahan im Iran. 

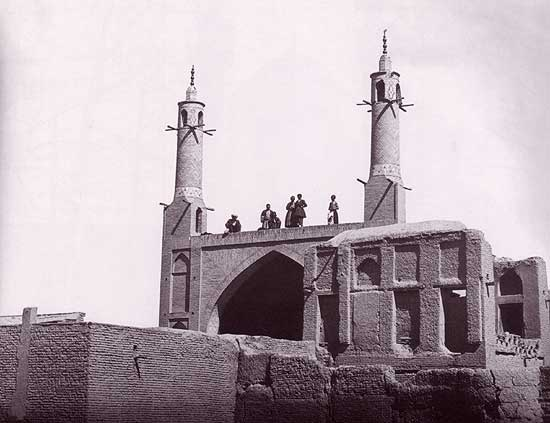
Historische Aufnahme des Menar-e-jomban von Ernst Hoeltzer, 1873

Das Mausoleum ist von kubischer Form mit Seitenlängen von ca. 10 m. Die beiden Minarette haben eine Höhe von etwa 17 m. Die Besonderheit des Gebäudes liegt in den sich bewegenden Minaretten. Betritt man eines der Minarette, so überträgt sich die dadurch entstehende Bewegung des Minaretts auch auf das zweite Minarett des Gebäudes, welches mitschwingt. Aufgrund dieser Bewegungen sind bereits Bauschäden entstanden. Aus diesem Grunde sind die Minarette heute nicht mehr für Touristen zu begehen. Die Bewegungen der Minarette werden heute zu vorbestimmten Zeiten als Attraktion ausgelöst.